# Lopuschne (Kremenez)
Lopuschne (ukrainisch Лопушне; russisch Лопушное/Lopuschnoje, polnisch Łopuszno) ist ein Dorf im Rajon Kremenez der Oblast Ternopil im Westen der Ukraine etwa 27 Kilometer südwestlich der Rajonshauptstadt Kremenez und 41 Kilometer nördlich der Oblasthauptstadt Ternopil gelegen.

## Geschichte
Der Ort wurde 1512 zum ersten Mal schriftlich erwähnt und gehörte zunächst zur Adelsrepublik Polen-Litauen (in der Woiwodschaft Wolhynien).  Mit den Teilungen Polens fiel der Ort an das Russische Reich und lag bis zum Ende des Ersten Weltkriegs im Gouvernement Wolhynien.
Nach dem Ende des Ersten Weltkrieges kam der Ort zu Polen (als Łopuszno in die Woiwodschaft Wolhynien, Powiat Krzemieniec, Gmina Wyszogródek), wurde im Zweiten Weltkrieg 1939 bis 1941 von der Sowjetunion und dann bis 1944 von Deutschland besetzt. Dieses gliederte den Ort in das Reichskommissariat Ukraine ein.
Nach dem Ende des Krieges wurde der Ort der Sowjetunion zugeschlagen, dort kam das Dorf zur Ukrainischen SSR und ist seit 1991 ein Teil der heutigen Ukraine.

## Verwaltungsgliederung
Am 10. August 2015 wurde das Dorf zum Zentrum der neugegründeten Landgemeinde Lopuschne (Лопушненська сільська громада Lopuschenska silska hromada). Zu dieser zählen auch noch die 5 Dörfer Krutniw, Mala Horjanka, Raslawka, Welyka Horjanka und Wolyzja, bis dahin bildete es zusammen mit den Dörfern Krutniw und Raslawka die gleichnamige Landratsgemeinde Lopuschne (Лопушненська silska рада/Lopuschenska silska rada) im Südwesten des Rajons Kremenez.
Am 12. Juni 2020 kamen noch weitere 5 in der untenstehenden Tabelle aufgelistetenen Dörfer zum Gemeindegebiet.
Folgende Orte sind neben dem Hauptort Lopuschne Teil der Gemeinde:
| Name                     | Name              | Name                                | Name             | Name |
| ukrainisch transkribiert | ukrainisch        | russisch                            | polnisch         |      |
| ------------------------ | ----------------- | ----------------------------------- | ---------------- | ---- |
| Baschuky                 | Башуки            | Башуки (Baschuki)                   | Baszuki          |      |
| Iwannja                  | Івання            | Иванья (Iwanja)                     | Iwanie           |      |
| Krutniw                  | Крутнів           | Крутнев (Krutnew)                   | Krutniów         |      |
| Mala Horjanka            | Мала Горянка      | Малая Горянка (Malaja Gorjanka)     | Horynka Mała     |      |
| Nowyj Oleksynez          | Новий Олексинець  | Новый Алексинец (Nowy Alexinez)     | Oleksiniec Nowy  |      |
| Raslawka                 | Раславка          | Раславка                            | Rosławka         |      |
| Rostoky                  | Розтоки           | Ростоки (Rostoki)                   | Rostoki          |      |
| Staryj Oleksynez         | Старий Олексинець | Старый Алексинец (Stary Alexinez)   | Stary Oleksiniec |      |
| Welyka Horjanka          | Велика Горянка    | Великая Горянка (Welikaja Gorjanka) | Horynka Wielka   |      |
| Wolyzja                  | Волиця            | Волица (Woliza)                     | Wolica           |      |